# Lothár Rudolf
Lothár Rudolf, Spitzer (Pest, 1865. február 23. – Budapest, 1943. október 2.) magyar származású osztrák író, kritikus, esszéíró, drámaíró és librettista. 

## Élete
Spitzer Albert kereskedő és Adler Lujza fia. Bécsben jogot tanult, majd filozófiai és filológiai tanulmányokat folytatott a jénai, rostocki és heidelbergi egyetemeken, s ez utóbbin 1890-ben doktorátust szerzett. Ezután egy ideig Párizsban élt, ahol találkozott a Goncourt Fivérekkel. 1889 és 1907 között a bécsi Neue Freie Presse munkatársa volt. 1898 és 1902 között kiadta saját heti magazinját Die Wage címmel. 1907 és 1912 között szerkesztőként dolgozott a berlini Lokalen Anzeiger lapnál, s 1912-ben több berlini színház is a vezetése alá került. Több nagyobb utazáson vett részt Svájcban, Olaszországban, Franciaországban, Spanyolországban, Palesztinában és az Amerikai Egyesült Államokban. Berlinben tagja lett a Victoria szabadkőműves páholynak. 1933-tól a Neuen Wiener Journals színházi kritikusa volt. Az 1938-as Anschluss után Magyarországra menekült. Felesége, Margit Cassel túlélte a budapesti holokausztot.
Lothár Rudolf több mint 60 drámát, opera-és operettlibrettót írt, melyekhez inspirációt jelentett számára Johann Strauss Aschenbrödel című balettje, de írt számos elbeszélést, regényt és esszét is. 
Halálát koszorúér-elzáródás okozta. 

## Művei

### Darabjai
- Der verschleierte König (dráma, 1891)
- Lügen (dráma, 1891)
- König Harlekin (álarcos játék, 1900)
- Die drei Grazien (vígjáték, 1910)
- Casanovas Sohn (vígjáték, 1920)
- Der Werwolf (vígjáték, 1921)
- Der gute Europäer (vígjáték, 1927)
- Der Papagei (vígjáték, 1931)
- Besuch aus dem Jenseits (dráma, 1931)

### Librettói
- Tiefland. Zenedráma 2 felvonásban. Zenéjét szerezte: Eugen d’Albert. Bemutató: 1903. november 15. Prága (Neues Deutsches Theater)
- Tragaldabas. Vígopera 4 felvonásban. Zenéjét szerezte: Eugen d’Albert. A mű írója: Auguste Vacquerie. Bemutató: 1907. december 3. Hamburg (Stadttheater).
- Izeÿl. Zenedráma 3 felvonásban. Zenéjét szerezte: Eugen d’Albert. Bemutató: 1909. november 6. Hamburg (Stadttheater)
- Liebesketten. Opera. Zenéjét szerezte: Eugen d’Albert. Bemutató: 1912. november 12. Bécs (Volksoper)
- Li-Tai-Pe (Des Kaisers Dichter). Opera 3 részben Clemens von Franckensteintól. Bemutató: 1920. november 2. Hamburg
- Der Freikorporal. Vígopera 3 részben (5 képben) (Gustav Freytag). Zenéjét szerezte: Georg Vollerthun. Bemutató: 1931. november 10. Hannover
- Friedemann Bach. Opera 3 részben Albert Emil Brachvogel regénye alapján. Zenéjét szerezte: Paul Graener. Bemutató: 1931. november 13. Schwerin

### Fordításai
- Reporter. Komödie von Ben Hecht und Charles McArthur. 1928
- Die königliche Familie. Schauspiel von George S. Kaufman und Edna Ferber.

### Elbeszélései és prózái
- Kritische Studien zur Psychologie der Literatur (1895)
- Das Wiener Burgtheater. Verlag Schuster & Löffler (Berlin, 1899)
- Septett (regény, 1905)
- Die Fahrt ins Blaue (regény, 1908)
- Kurfürstendamm (regény, 1910)
- Der Herr von Berlin (regény, 1910)
- Die Seele Spaniens (1916)
- Die Kunst des Verführens. Ein Handbuch der Liebe. Mit Zeichnungen und Original-Lithographien von Lutz Ehrenberger (1925)

## Magyarul
- Borgia Cäsar halála. Szomorújáték; ford. Meszlényi Adrienne; Athenaeum Ny., Bp., 1897
- D' Albert Jenő: Hegyek alján. Zenedráma; szöveg Guimera nyomán Lothar Rezső, ford. Várady Sándor; Operaház, Bp., 1908
- Hubay Jenő: Az álarc. Opera. Szövegkönyv; szöveg Lothar Rudolf, Góth Sándor; Csáthy, Debrecen–Bp., 1931 (Magy. kir. Operaház szövegkönyvei)

## Fordítás
Ez a szócikk részben vagy egészben  a   Lothar Rudolf című német Wikipédia-szócikk ezen változatának fordításán alapul.  Az eredeti cikk szerkesztőit annak laptörténete sorolja fel. Ez a jelzés csupán a megfogalmazás eredetét és a szerzői jogokat jelzi, nem szolgál a cikkben szereplő információk forrásmegjelöléseként.